# Rue Stanislas (Nancy)
Pour l’article homonyme, voir Rue Stanislas.
La rue Stanislas est une voie de la commune de Nancy, située au sein du département de Meurthe-et-Moselle, en région Lorraine (Grand Est).

## Situation et accès
La voie, d'une direction générale est-ouest, est placée à la limite de la ville-vieille et de la ville-neuve, sa partie occidentale étant à proximité de la gare. La rue Stanislas, qui appartient administrativement au quartier Charles III - Centre Ville, relie la place Stanislas à la porte du même nom, c'est un axe allant de la vieille ville à la ville-neuve en adoptant une direction générale est-ouest. La rue Stanislas débute entre l'immeuble Jacquet, actuellement occupé par le Café du Commerce, et l'immeuble du collège de médecine, bâtisse devenue le musée des Beaux-Arts de Nancy. 
La voie donne une intersection à de nombreuses voies, comme les rues Saint-Dizier, de la Visitation et des Michottes. La voie longe le nord de la place Dombasle, avant aboutir porte Stanislas, perpendiculairement à la rue Mazagran et à la rue de Serre. La rue Stanislas est prolongée à son extrémité ouest par la rue Raymond-Poincaré, en direction de Laxou. Dans le cadre de la rénovation et de la piétonisation de la place Stanislas en 2005, la partie orientale de la rue Stanislas a été fermée à la circulation automobile.
La chaussée routière est à sens unique est-ouest sur toute sa longueur, un feu tricolore marquant la fin de la voie, au niveau de la porte Stanislas. La chaussée est bordée du côté impair de la rue par une rangée de places de stationnement.

## Origine du nom
La rue porte le nom de Stanislas Leszczynski (1677-1766), roi de Pologne, beau-père de Louis XV, duc de Lorraine et de Bar.

## Historique
Cette rue a été créée en 1755 a été nommée successivement « l'Esplanade », la « Grande place entre les Deux Villes », « rue Saint-Stanislas », « rue de l'Esplanade » puis en 1793 « rue de Paris », en 1794 « rue de la Montagne », en 1795 « rue de Toul », en 1814 « rue Saint-Stanislas », et depuis 1839 « rue Stanislas ».

## Bâtiments remarquables et lieux de mémoire

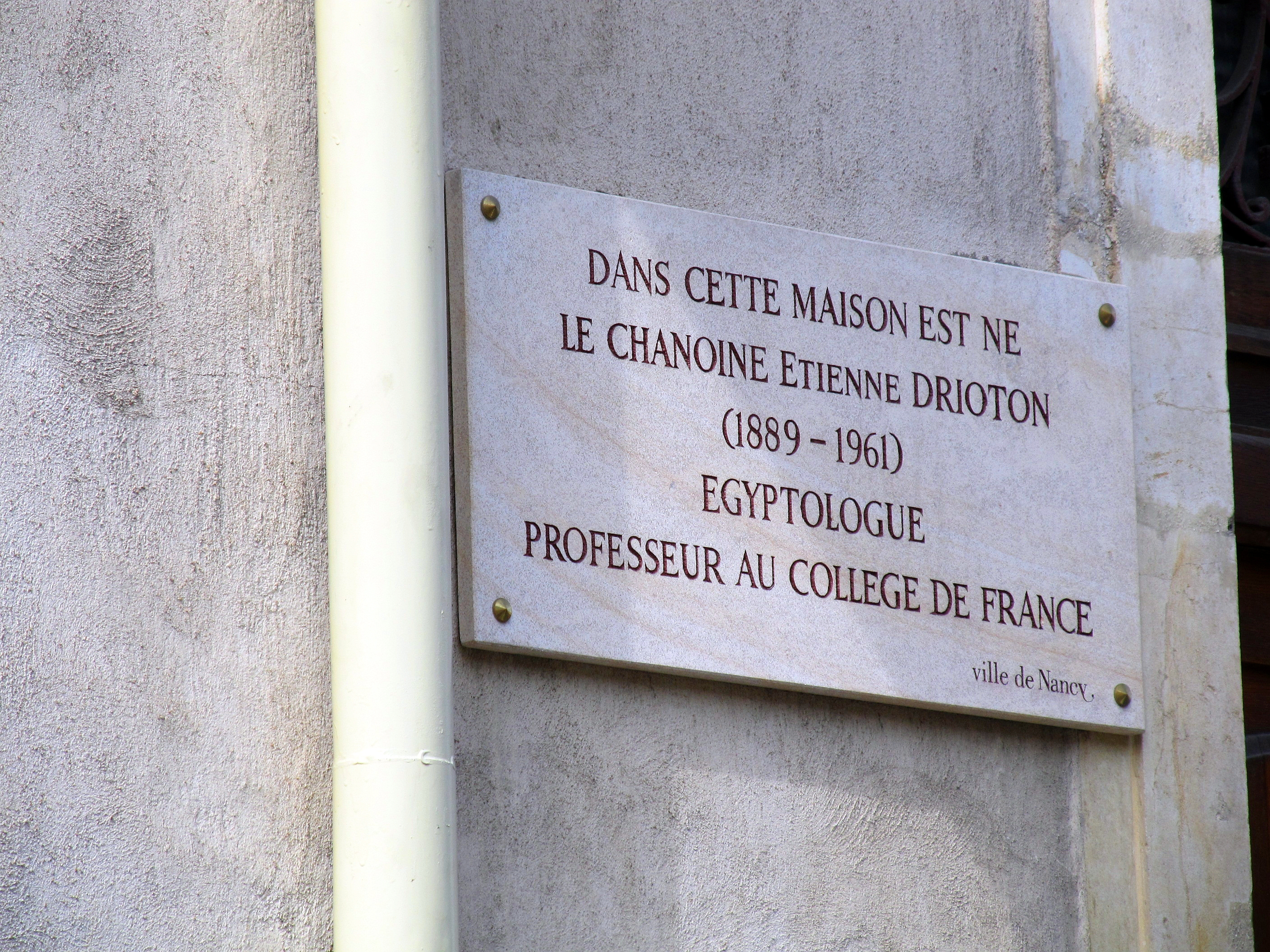
Plaque commémorative, au n°82

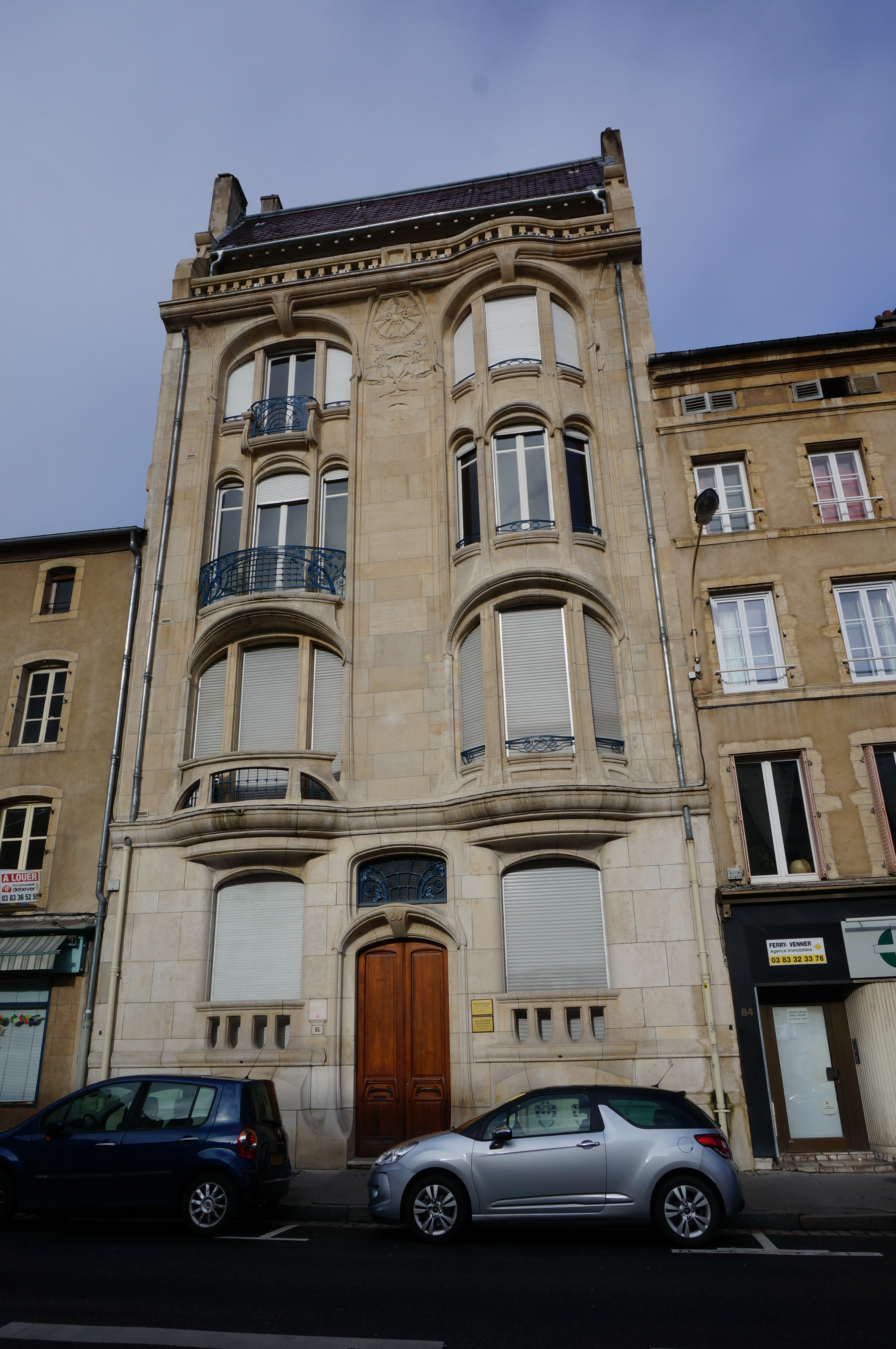
Immeuble Margo, au n°86

- no 43 : Bibliothèque municipale de Nancy, bâtisse objet d’une inscription au titre des monuments historiques depuis 1946[1].
- no 50 : Église évangélique baptiste, une église évangélique inaugurée en 1958.
- no 58 : façade d’immeuble présentant de nombreuses frises et personnages sculptés
- no 82 : Lieu de naissance du chanoine Étienne Drioton, égyptologue français.
- no 86 : immeuble Margo [2],[3],[4], bâtiment de style art Nouveau œuvre d'Eugène Vallin

objet d’une inscription au titre des monuments historiques depuis 1976.